# La Cucumelle
La Cucumelle (2 698 mètres) est un sommet du massif des Écrins, dans les Hautes-Alpes, situé sur le domaine skiable de Serre Chevalier. On peut accéder au col qui la sépare de la Tête de la Balme par le télésiège de la Cucumelle et le télésiège des Vallons construit en 2010.